# Uthayendram
Uthayendram é um cidade no distrito de Vellore, no estado indiano de Tamil Nadu.

## Demografia
Segundo o censo de 2001, Uthayendram tinha uma população de 11,598 habitantes. Os indivíduos do sexo masculino constituem 49% da população e os do sexo feminino 51%. Uthayendram tem uma taxa de literacia de 67%, superior à média nacional de 59.5%: a literacia no sexo masculino é de 76% e no sexo feminino é de 59%. Em Uthayendram, 11% da população está abaixo dos 6 anos de idade.